# چاغلا شیمشک
چاغلا شیمشک (به ترکی استانبولی: Çağla Şimşek؛ زادهٔ ۱ اوت ۲۰۰۲) بازیگر اهل ترکیه است. وی از سال ۲۰۰۷ میلادی تاکنون مشغول فعالیت بوده‌است.